# 朱绪曾
朱绪曾（1805年—1860年），字述之。上元县（今江苏南京）人。清代藏书家。
朱逢年之孫，朱涛之子。生于嘉庆十年。道光二年（1822年）壬午科举人，工部左侍郎徐士芬之门生。授官秀水、孝丰知县，有政绩，以“提倡风雅为己任”。道光二十七年（1847年）知海宁，道光二十八年（1848年）自海昌移任嘉兴知县，修葺朱彝尊故居曝书亭，建三忠祠。嗜读书，尤精於《尔雅》，藏书10数万卷。咸丰三年（1853年），太平軍起義，收藏多付之一炬。不久又繼續搜集典籍。咸丰十年（1860年），三月李秀成入浙破杭州，客死山阴。撰有《开有益斋读书志》6卷、续志1卷，《金石文字记》1卷，又有《金陵诗汇》、《续宋文鉴》、《金陵旧闻》、《笔谱》、《论语义证》等。